# 安楽庵策伝
安楽庵 策伝（あんらくあん さくでん、天文23年（1554年） - 寛永19年1月8日（1642年2月7日））は、戦国時代から江戸時代前期にかけての浄土宗西山深草派の僧。美濃国出身。誓願寺第55世法主。安楽庵流(織部流の分派)茶道の祖。金森定近の子といわれる。明治38年（1905年）、関根黙庵『江戸の落語』で言及されてから「落語の祖」とされる。策伝は道号。諱は日快、号は醒翁、俗名は平林平太夫。

## 生涯
天文23年（1554年）、誕生。美濃国の武将・金森定近の子といわれ、兄に金森長近などがいる。
幼いときに美濃国浄音寺で出家し、策堂文叔に師事した。その後、京都禅林寺（永観堂）に転じ智空甫叔に学んだ。天正年間（1573年-1592年）、中国地方に赴き備前国大雲寺などを創建したと伝えられる。慶長元年（1596年）、美濃浄音寺に戻り25世住持となる。慶長18年（1613年）に京都誓願寺55世（浄土宗西山深草派法主）となり、貴顕と交友を広げた。元和9年（1623年）、紫衣の勅許を得た後、塔頭竹林院に隠居し余生を送った。同所には茶室「安楽庵」(古田織部好み三畳台目茶室)を作っている。寛永19年（1642年）、死去。墓所は京都誓願寺。
笑い話が得意で説教にも笑いを取り入れていたが、京都所司代・板倉重宗の依頼で『醒睡笑』を著し、笑話集のさきがけとなった。
策伝は天下一茶人・古田織部の高弟で、織部は策伝の甥・金森可重と特に親しかった。策伝は「安楽庵裂」という茶の湯の裂地を残している。
収集あるいは見聞した椿に付いての記録『百椿集』（1630年、寛永7年）を残している。策伝作の狂歌・俳諧も残る。
親王・五摂家・武士・文人の間に広く交流を持ち、特に松永貞徳や小堀遠州との交流が深かった。
豊臣秀吉に仕えた御伽衆の曽呂利新左衛門と同一人物説もある。

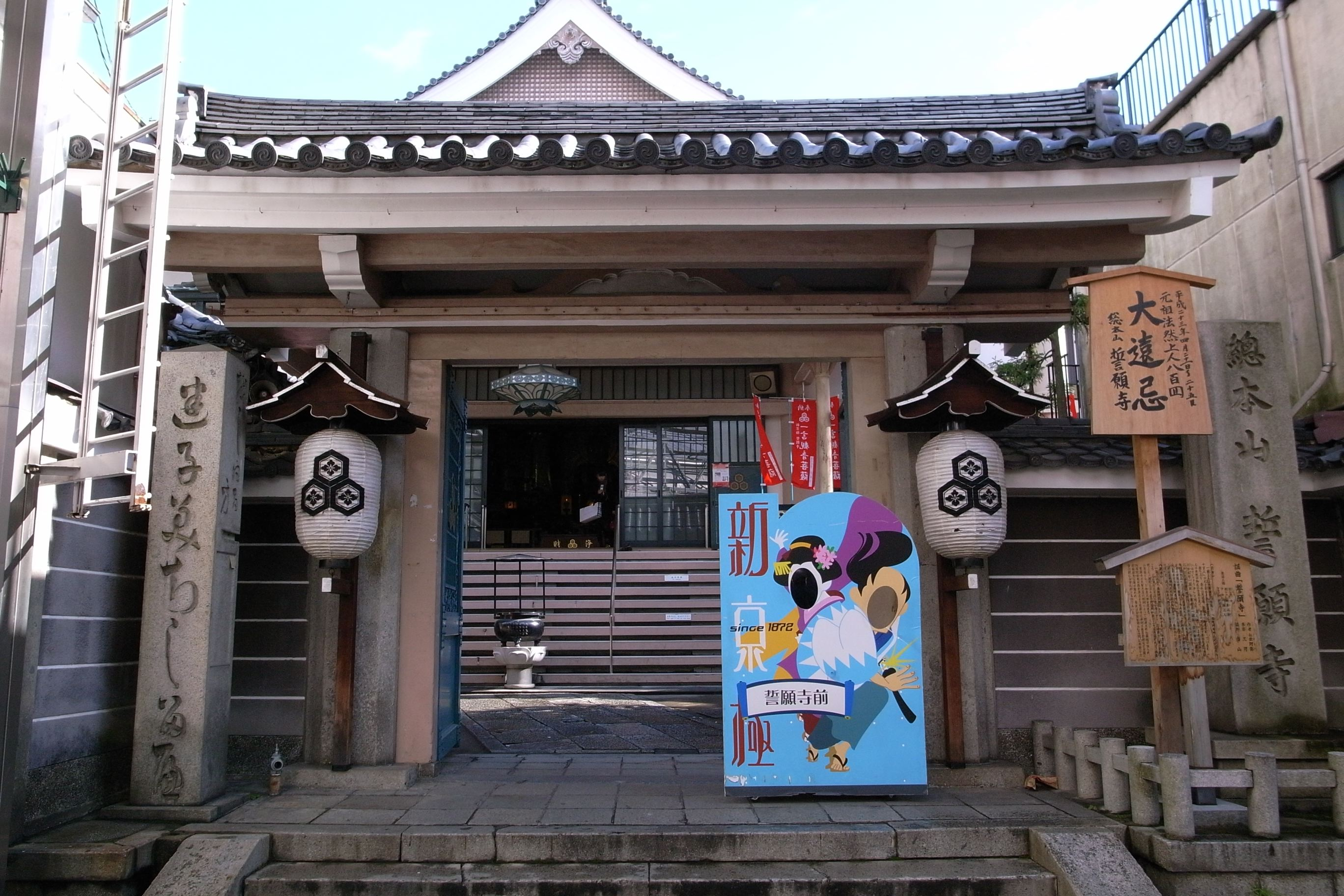
誓願寺

## 備考
- 出自を金森氏とするのは、浄音寺過去帳や濃州立政寺歴代記の記録による。しかしながら、策伝の俗姓を「平林」とすること、金森氏の仏教宗派は曹洞宗であること、以上2点は策伝が金森氏出身であることに疑問を残す部分である。
- 淨音寺のある岐阜県岐阜市三輪宮西[5]では、策伝の命日である１月８日に「安楽庵策伝顕彰落語会」が行われている。
- 策伝の出身地である岐阜市では「笑いと感動のまちづくり事業」の一環として「全日本学生落語選手権大会・策伝大賞」を毎年２月に行っている。